# Barbro Lindgren
Pour les articles homonymes, voir Lindgren.
Barbro Lindgren, née Barbro Enskog le 18 mars 1937 à Stockholm, est une auteure et illustratrice suédoise. Traduite en une trentaine de langues, elle est surtout connue à l'étranger pour ses livres pour enfants, mais son œuvre inclut aussi des livres pour adultes, des pièces de théâtre et deux trilogies autobiographiques.
Elle a obtenu le prestigieux prix commémoratif Astrid Lindgren en 2014.

## Biographie
Barbro est la seconde d'une famille de cinq enfants. Son père est ingénieur et sa mère ne travaille pas. Elle passe son enfance dans la banlieue de Stockholm.
Elle suit la filière Publicité de l'École des arts industriels de Stockholm, puis étudie pendant une année à l'Académie des arts, toujours à Stockholm. Elle exerce ensuite plusieurs emplois, dans les arts graphiques et auprès de jeunes souffrant de troubles mentaux.
Veuve de Bo Lindgren (1935-1991), un scénographe actif à la télévision et au théâtre, elle a deux fils et plusieurs petits-enfants.

## Œuvre
Son premier livre pour la jeunesse, Mattias sommar (« L'Été de Mattias »), parait en 1965. Le succès aidant, deux autres ouvrages sur Mattias sont publiés en 1966 et 1967. Suivent d'autres livres pour jeunes lecteurs, notamment Loranga, Masarin och Dartanjang en 1969 et Loranga, Loranga en 1970. Ces ouvrages sont illustrés par l'auteure elle-même.
Sa première trilogie autobiographique, sous forme de journal intime, démarre en 1971 avec Jättehemligt (« Supersecret ») et s'achève en 1973 avec Bladen brinner (« Les feuilles brûlent »). Lindgren y évoque son adolescence, sa famille, ses premiers amours mais aussi un épisode dépressif. Jättehemligt connait un large succès critique et reçoit le prix Heffaklump du quotidien Expressen. Son autre autobiographie en trois volumes, qui couvre son enfance avant son entrée à l'école, est publiée entre 1976 et 1979. Encensée pour son aptitude à retranscrire les sentiments et les pensées d'un enfant, Lindgren remporte en 1977 le prix Nils Holgersson.
En 1979, elle entame avec Le petit monsieur tout seul (suédois : Sagan om den lilla farbrorn) une longue collaboration avec l'illustratrice suédoise Eva Eriksson qui se poursuit avec La maman et le bébé terrible (suédois : Mamman och den vilda bebin) et dans les années 1980 avec la série Max (« Tom » ou « Mini Bill » selon les versions publiées en français), des livres illustrés pour jeunes enfants remarqués pour leur humour et leur langage innovant.
Particulièrement prolifique, Barbro Lindgren est l'auteure de plus de cent ouvrages. Son œuvre a été récompensée en Suède par de nombreux prix, dont le grand prix de la promotion littéraire en 1991, le prix Astrid Lindgren de l'Académie les Neuf en 2004, ou encore le prix Selma Lagerlöf en 2007. En 2014, elle est lauréate du prestigieux prix commémoratif Astrid Lindgren.
En 2018 elle reçoit le Premio nazionale Nati per Leggere du Salon international du livre (Turin) pour La voiture de Max, illustré par Eva Eriksson. Elle le reçoit à nouveau en 2020 pour son album Liiiii.

## Ouvrages publiés en français
(Liste non exhaustive)
- Le Petit Monsieur tout seul (Sagan om den lilla farbrorn, 1979)
- La Maman et le bébé terrible (Mamman och den vilda bebin, 1980)
- Le Nounours de Tom (Max nalle, 1981)
- L'Auto de Tom (Max bil, 1981)
- La Lampe de Tom (Max lampa, 1982)
- Le Bain de Tom (Max balja, 1982)
- Le Ballon de Tom (Max boll, 1982)
- Le Pot de Tom (Max potta, 1986)
- La Poussette de Tom (Max dockvagn, 1986)
- La Petite Maison (Här är det lilla huset, 1994)
- Rosa déménage (Rosa flyttar till stan, 1996)
- Benny, ça suffit ! (Nämen Benny, 1998)
- La Tototte (Jamen Benny, 2001)
- Benny à l'eau (Nöff nöff Benny, 2007)